# 北方政策
北方政策（韩语：／ Bukbang jeongchaek）是大韩民国在东西方国际局势和解后推行的与社会主义阵营国家发展外交关系的政策。1988年2月25日，卢泰愚就任第13任大韩民国总统后，将积极发展与苏联、中华人民共和国等社会主义国家的“北方外交”政策作为其执政期间的外交重点。借助韩国举行1988年夏季奥林匹克运动会、苏联解体和东欧巨变的机遇，韩国先后与原东欧社会主义国家、苏联、中国和亚洲社会主义国家建立了正式的外交关系，使韩国的外交空间得到大大的拓宽。与此同时，卢泰愚执政期间，韩国还与朝鲜民主主义人民共和国举行了多次总理级高级会晤，双方分别在1991年和1992年，签署了《南北和解、互不侵犯和交流与合作协议》和《朝鲜半岛无核化共同宣言》。
韩国实施北方政策的目的在于扩大韩国的政治影响力，提高国际地位，并通过与中、苏两国改善关系乃至建交，促进朝鲜半岛南北关系的改善，最终实现朝鲜半岛统一。此外，韩国通过改善与中国、苏联的关系，赢得了进入中、苏两大国市场的机会。:821

## 历史
20世纪70年代初，东西方国际形势开始缓和。1973年6月23日，时任韩国总统朴正熙发表了“有关和平统一外交政策的特别声明”，即“6·23宣言”，表示韩国愿在平等互惠的原则下与包括苏联和中国在内的所有国家实行门户开放。“6·23宣言”是韩国北方政策的开端。:820:3811983年6月，时任韩国总统全斗焕对“6·23宣言”进行了修正和重要补充。他指出“‘6·23宣言’中不反对同北韩一道加入联合国，在平等互惠的原则下向所有国家开放门户的精神不能变化”，对“对于主要友邦国家改善同北韩关系的动向，只要在北韩本身没有变化的前提下，将采取积极阻止的方针”需要修改。这就意味着韩国不仅要与朝鲜建立关系，还要与和朝鲜关系密切的国家建立联系，而且不反对同韩国关系密切的国家与朝鲜改善关系。这使韩国的北方政策得到了进一步的充实。:820
1983年6月29日，时任韩国外务部长官李范锡在国防大学演讲时强调“今后，我们外交的主要任务是推行北方政策，实现同苏联、中国关系的正常化”。一般认为，这是韩国高官首次在公开场合使用“北方政策”一词。“北方外交”一词也呼之欲出。:1561988年2月25日，韩国第六共和国总统卢泰愚在就职演说时表示，韩国在进一步加强与西方国家关系的同时，发展与第三世界国家的关系，“扩大同与韩国没有交流的大陆国家进行国际合作的渠道”，“推行生机勃勃的北方外交”。:155:385“北方外交”并不是卢泰愚政府的特立独行，而是韩国朝野的广泛共识。1988年6月29日，韩国反对党领袖金大中在国会发言时呼吁「修正與台灣現有外交關係」，要求韓政府與在台灣的中華民國政府中斷邦交，改對中華人民共和国發展关系。路透社评论说这是韩国政界领导人首次公开提出与中華民國断交。另一位反对党领导人金泳三也表示“为了改善南北关系，我打算到北京和莫斯科去，同负责的、掌握实权的力量进行坦率的会谈”。:156

## 卢泰愚对朝六项宣言

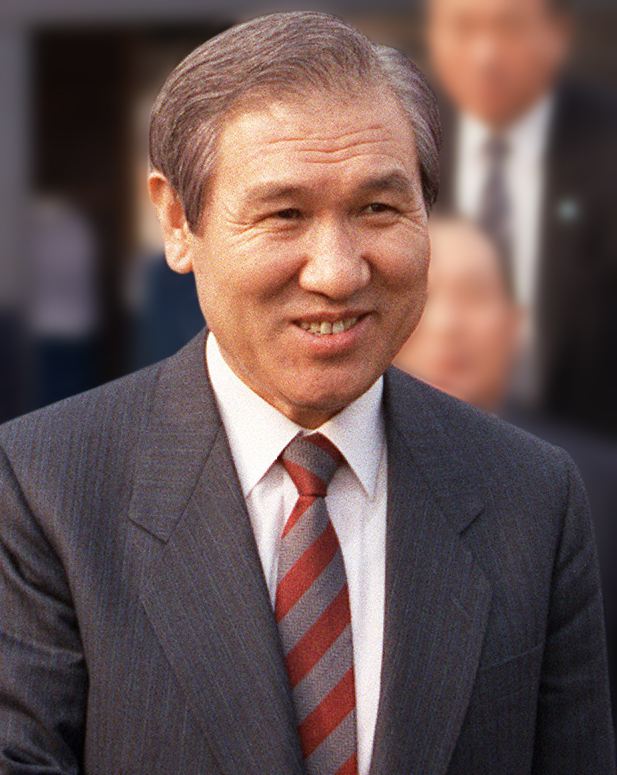
韩国第十三任总统卢泰愚

1988年7月7日，卢泰愚发表了题为《争取实现民族自尊、统一与繁荣的特别宣言》的演讲，对实现民族和解提出六点主张：推动南北各界人士的交流和旅居海外韩国人与南北方的自由往来；在南北红十字会谈达成协议之前，实现南北方1000万离散家属的互访；开放贸易门户，将南北间贸易视为民族内部的贸易；不反对韩国的友好国家用北方进行非军用物资的贸易；韩国协助北方为国际社会做贡献，让南北方代表在国际场合自由会面；韩国协助北方与日本、美国改善关系等。:156:239-240

## 取得成果
1989至1991年，苏联解体、东欧剧变，二战后支撑国际关系格局半个世纪的雅尔塔体系几乎在一夜间崩溃。韩国恰逢其时地于1989年2月1日，与东欧国家匈牙利率先建立了外交关系；11月2日和12月27日，韩国又分别与波兰和南斯拉夫建立了外交关系。1990年3月22日韩国与捷克斯洛伐克，3月23日与保加利亚，3月26日与蒙古，3月30日与罗马尼亚，9月30日与苏联建立了外交关系。1991年8月22日与阿尔巴尼亚建交。在短短的两年时间里，韩国已经与苏联和许多东欧国家建立了外交关系，为韩国外交拓宽了更大的空间。:159
1990年9月4日，朝鲜政务院总理延亨默带领代表团越过板门店军事分界线进入韩国。韩国高官均以“朝鲜民主主义人民共和国总理”来称呼来访的延亨默。9月5日，延亨默与韩国国务总理姜英勋在首尔洲际酒店举行了南北首次高级会谈。此后，南北总理会谈在平壤和首尔轮流举行。1991年12月，双方在第5次南北高级会谈中签署了《南北和解、互不侵犯和交流与合作协议》。1992年2月，双方在第6次南北总理会谈中正式签订了《朝鲜半岛无核化共同宣言》。:161-164:267:240-241:2791991年9月17日，韩朝两国同时加入联合国:825:271。
1992年8月23日，韩国发表声明，承认中华人民共和国，并与中華民國中止了外交关系。次日，韩中两国正式建立了大使级外交关系，开启了两国双边关系的新时代:271:828。1992年12月22日，韩国与越南建交。至此，除古巴以外其余的社会主义阵营国家均与韩国关系实现正常化。古巴和韩国则是在卢泰愚卸任31年后的2024年2月14日建立外交关系。

## 实施北方政策原因
- 经过长期的经济发展，韩国国力日益强盛，为推行北方政策提供了基础[1]:821。
- 朝鲜半岛南北关系的改善为北方政策提供了提出与实施的前提。1972年5月，时任韩国中央情报部长官李厚洛与朝鲜劳动党总书记金日成达成了“自主、和平统一、民族大团结”的三原则。同年7月4日，双方同时发表了《南北联合宣言》。[1]:821
- 1978年，中国开始实施对外开放政策，对外交战略和政策进行了大幅调整。苏联和东欧社会主义国家也大幅调整了外交政策，为韩国实施北方政策提供了有利时机。[1]:821